# Santa Rosa, Bolívar
Santa Rosa là một khu tự quản thuộc tỉnh Bolívar, Colombia. Thủ phủ của khu tự quản Santa Rosa đóng tại Santa Rosa Khu tự quản Santa Rosa có diện tích 151 ki lô mét vuông. Đến thời điểm ngày 28 tháng 5 năm 2005, khu tự quản Santa Rosa có dân số 10842 người.